# Eppelein von Gailingen

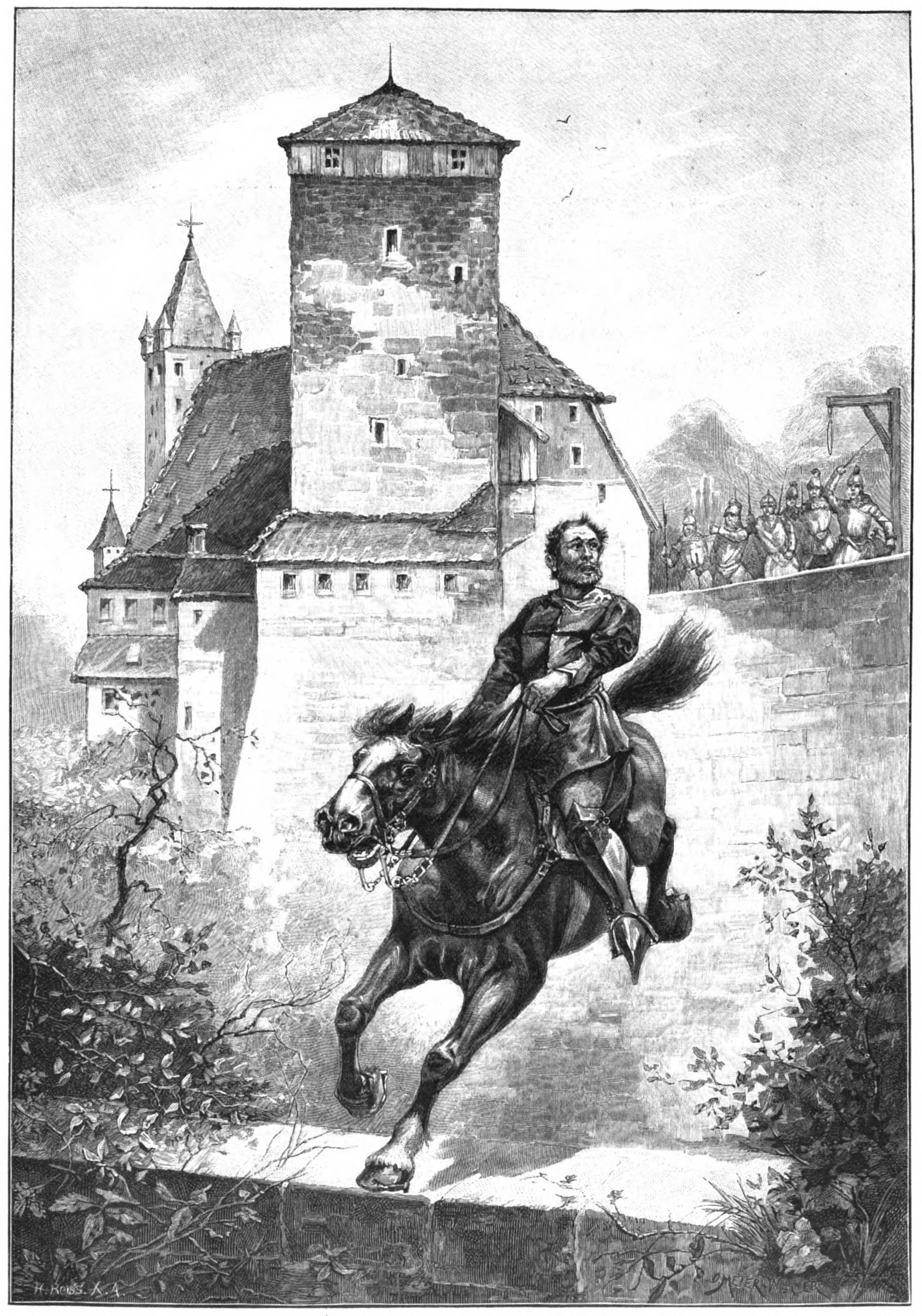
Eppelein von Gailingens Flucht aus Nürnberg, Die Gartenlaube, 1899

Eppelein von Gailingen, mit richtigem Namen Apollonius von Gailingen (* um 1320 auf Burg Röllinghausen in Illesheim bei Bad Windsheim; † 15. Mai 1381 in Neumarkt in der Oberpfalz), auch als Eckelein Geyling, Ekkelin Gayling oder Eckelein Gailing
bekannt, war ein fränkischer Raubritter, der die Handelswege um Nürnberg unsicher machte. Sein Geburtsjahr ist unpräzisiert, Quellen nennen eine Bandbreite von 1300 bis 1330.

## Familie
Seine Eltern waren Konrad der Schwarze Geiling († 1356/57) und Margarethe aus Ergersheim (Alt-Landkreis Uffenheim). Konrad der Schwarze Geiling erwarb um 1330 die Burg zu Wald, heute Gemeindeteil von Gunzenhausen. Eppeleins Schwester Anna Geiling war mit Hermann von Bernheim verheiratet und seine zweite Schwester Agnes Geiling mit Erkinger Truchsess von Wahrberg. Eppelein Geiling hatte mit seiner Ehefrau Elisabeth, geb. von Wildenstein, drei Söhne (Eckelein, Hans und Dietrich) und fünf Töchter (Margret, Kathrin, Elsbeth, Soffey und Anna). Margret und Kathrin wurden Klosterfrauen zu Frauental (heute Gemeindeteil von Creglingen).

## Leben

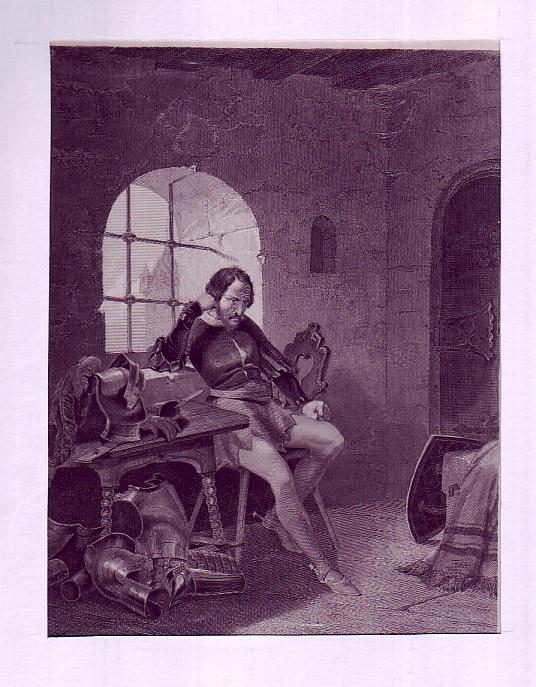
Eppelein von Gailingen im Gefängnis, Kupferstich

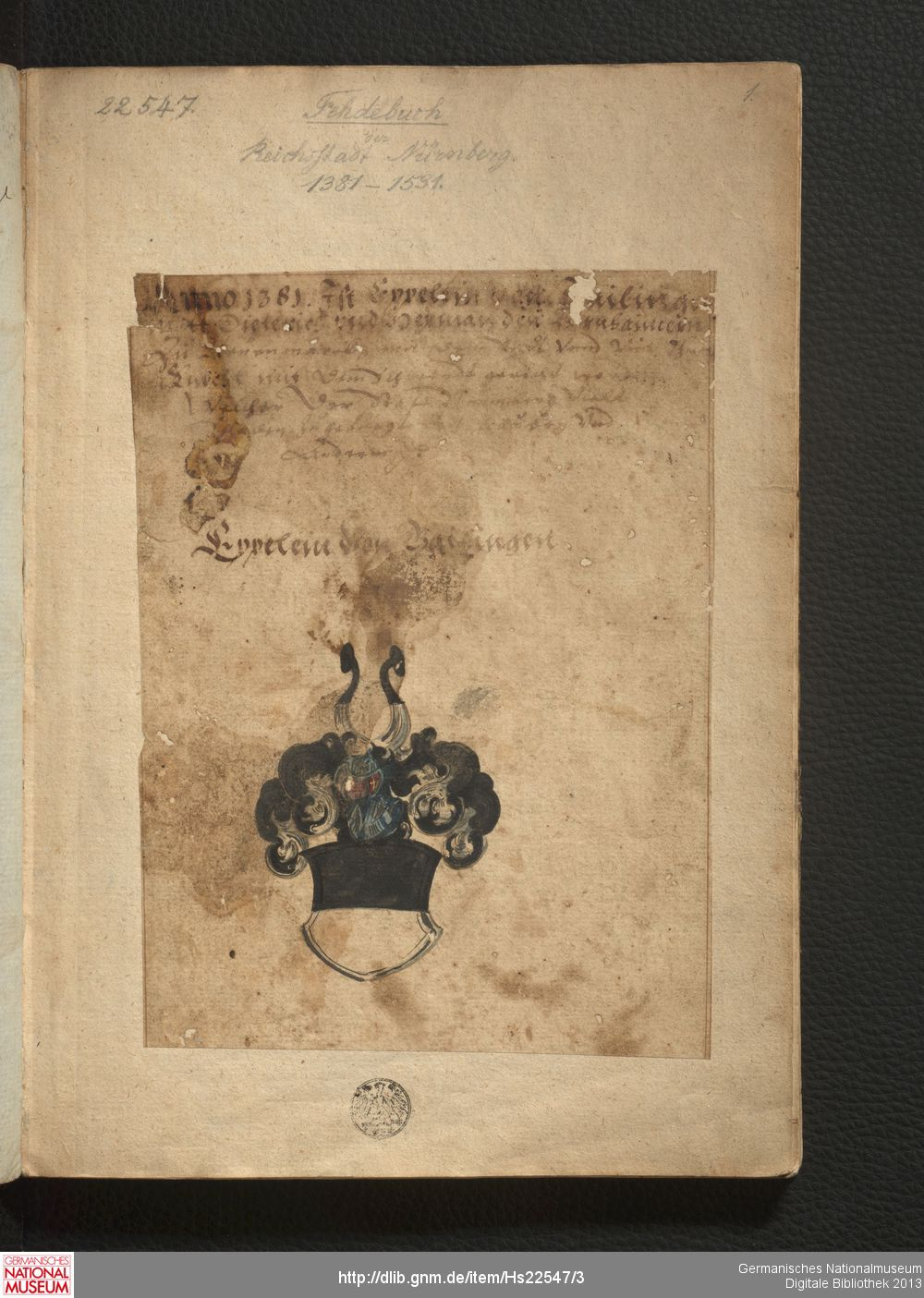
Fehdebuch der Stadt Nürnberg: Eintrag von 1381 - Eppelein von Gailingen mit dessen Wappen

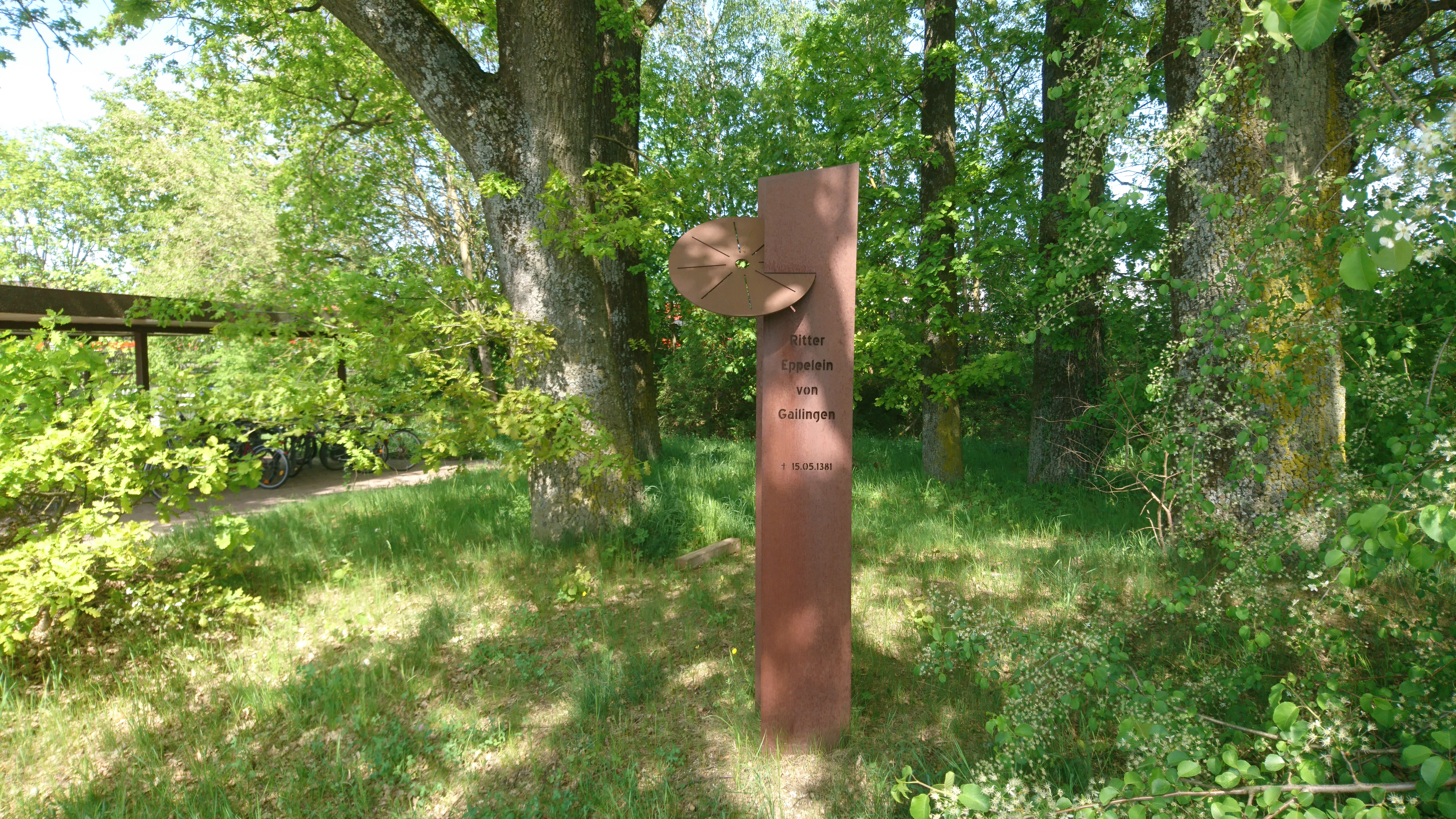
Denkmal der Hinrichtungsstätte in Neumarkt in der Oberpfalz

Das Rittergeschlecht der Geylinge hatte kleinere Lehen von den Grafen von Hohenlohe bekommen. Es war wirtschaftlich von Naturalabgaben der Bauern abhängig, die karges Land bewirtschafteten. Handel und Gewerbe blühten indessen in umliegenden Reichsstädten auf. Die Nürnberger wurden als reiche Patrizier von Eppelein beneidet. Mit der Stadt und ihrem hohenzollerischen Burggrafen lag der Ritter in Fehde. Die teure Ausstattung eines Berufskriegers samt Personal konnte er mit eigenen Einnahmen allein nicht finanzieren.
Eppeleins Heimat war angeblich die Fränkische Schweiz. Seine Burg Dramaus bei Draynmeusel (heute Trainmeusel) soll das Wiesenttal bei Muggendorf überragt haben. Die Existenz dieser Burg ist bis heute strittig. Tatsächlich wurde bei Trainmeusel ein Burgstall erst gegen 1420 zum ersten Mal urkundlich erwähnt.
Eppelein begann in den 1360er Jahren mit Überfällen auf Handelsfuhrwerke aus der und in die Reichsstadt. 1369 wurde vom Nürnberger Gericht die Reichsacht über ihn verhängt; außerdem verlor er seinen Mitbesitz an Burg Wald bei Gunzenhausen und für ihn bedeutsame Güter in Nürnberg. In einer Fehde des Grafen von Hohenlohe mit dem Nürnberger Burggrafen in den 1370er Jahren kämpfte Eppelein auf der Seite seines Lehnsherrn.
Im Jahr 1380 hatte Eppelein urkundlich einen Hof in Steinbach (Rothenburg ob der Tauber).
Spätestens Mitte 1375 muss der Teil der Veste Wald des Eppelein Geiling zerstört worden sein, denn am 28. August 1375 verlieh Kaiser Karl IV. diesen Teil der Burg an Friedrich V. Burggraf von Nürnberg. Eppelein entkam seinen Widersachern, wurde aber kurz darauf verraten und in Forchheim gefangen. In Nürnberg wurde er zum Tod am Galgen verurteilt. Der Legende zufolge soll er mit seinem Pferd über die Mauer des Nürnberger Burggrabens gesprungen und entkommen sein.
Die Nürnberger wurden bis in die heutige Zeit hinein wegen ihres Missgeschicks mit der Bemerkung „Die Nürnberger hängen keinen – sie hätten ihn denn zuvor!“ vom Volksmund verspottet.
Wegen Raubrittertums der Brüder von Bernheim und des Eckelein Geyling war Kaiser Karl IV. 1376 auf Antrag der Stadt Rothenburg ob der Tauber mit der Zerstörung seines Schlosses und der Konfiskation des Eppelein-Besitzes einverstanden. Nach einem Arrangement der Häuser Hohenlohe und Hohenzollern wurde Eppelein endgültig zum Bauernopfer im Spiel der Mächtigeren. Sie verglichen sich in ihrem Streit im Jahr 1377 ohne Entschädigungsansprüche. Eppelein wurde mittellos und war deshalb zu Raubzügen gezwungen. Unterschlupf fand Eppelein unter anderem in Cronheim. In den Prozessakten ist darüber vermerkt: „Item zu Cronheim sind sie uber naht gewesen und Hensel zu Cronheim hat sie gehauset. Item der pfaff vor derselben purg hielt sie auch, der ist der Bernheimer veter…“ Dies legt nahe, dass Eppelein, sein Schwiegersohn Hermann von Bernheim und dessen Bruder bei ihrem Vetter, dem Cronheimer Pfarrer, der im als Pfarrhof dienenden Herrenhaus des alten Allodiums Cronheim lebte, untergebracht waren.
Seine Plünderungen und Überfälle endeten 1381. Im Ort Postbauer feierte der Raubritter ein Zechgelage mit seinen Kumpanen im Wirtshaus zum Schwarzen Kreuz und wurde bei der Obrigkeit denunziert. Eine von Nürnberg zu seiner Suche aufgestellte Söldnermannschaft überwältigte die Raubrittertruppe und kerkerte sie in der Veste Burg Thann ein. Einige Tage darauf wurde Eppelein in Neumarkt in der Oberpfalz auf das Rad gebunden und qualvoll hingerichtet. Das gleiche Urteil erging gegen seinen Schwiegersohn Hermann von Bernheim und dessen Bruder Dietrich. Vier weiteren Knechten, die ihn auf Raubzügen begleitet hatten, wurde der Kopf abgeschlagen. Ergreifung und Hinrichtung des Straßenräubers kosteten fast 1000 Gulden, die jedoch erst 1998 anlässlich der Landesgartenschau in Neumarkt durch die Stadt Nürnberg in Form von Schokoladentalern symbolisch beglichen wurden.

## Bewertung
Die Geschichtsschreibung zu Eppelein ist spärlich. Der Ritter Eckelein Geyling wurde im 19. Jahrhundert in der Romantik zu einer Art fränkischem Robin Hood hochstilisiert. Er war Opfer der Zeitumstände im Spätmittelalter, in welchem die Ritterheere ihre Bedeutung verloren hatten. Nach dem Ende der Kreuzzüge begann der Niedergang des Ritterstands und das Aufblühen der Städte. Wirtschaftliche Not zwang Eckelein wohl zur Kriminalität. Er muss ein witziger wie tollkühner, brutaler wie Liebeleien nicht abgeneigter Mensch gewesen sein, der zudem seine Umgebung für sich und seine Schandtaten des späten Lebens einnehmen konnte.
Der Sprung über die Nürnberger Burgmauer prägte sich ins Bewusstsein der Zeitgenossen als ein aufregendes Ereignis ein und bald rankten sich Legenden darum. Um das Jahr 1500 entstand ein Volkslied über ihn. Die Nürnberger Burg war hingegen zur Zeit des Entkommens noch nicht so massiv befestigt, denn fünfzig Jahre nach Eppeleins Sprung in den Burggraben wurde die Wehranlage zerstört und neu errichtet. Die heute vorgezeigten Spuren von Eppeleins Ross sind sorgfältig in die Mauerbrüstung an der Kleinen Freiung gemeißelt. Zum Entstehen der Sagengestalt des Eppelein von Gailingen trugen spätere Generationen ihren Teil bei. Weitergesponnene Geschichten lieferten zudem Stoff für Gedichte.

## Verfilmung
Die Geschichte wurde 2008 nach dem Drehbuch von Peter Klewitz unter dem Namen Ekklins Knecht verfilmt. Regie führte Reinhard Kungel. Eppeleins Helfer Hans von Cronheim, gespielt von Klaus Jugl, der ihm zeitweise Unterschlupf in seinem Rittergut in Cronheim gewährte, wird darin als Verräter des Eppelein dargestellt, was den wirklichen Geschichtsverlauf wohl nicht korrekt wiedergibt.

## Sonstiges
Zu Ehren Eppeleins betreibt der Fränkische Albverein einen überregionalen und gleichnamigen Wanderweg. Der etwa 90 Kilometer lange und mit einem roten Kreuz auf weißem Grund markierte Weg führt von Erlangen-Buckenhof nach Neumarkt in der Oberpfalz.
Der britische Sänger und Songwriter Colin Wilkie und seine Frau Shirley Hart haben die Geschichte von Eppelein von Gailingen im Song Eppelein Von Gailingen auf ihrem Album Morning & Outside The City aufgegriffen.